# Росица Карамфилова-Благова
Росица Атанасова Карамфилова-Благова е български инженер, доктор по екология и опазване на околната среда, служебен министър на околната среда и водите в първото и второто служебно правителство на Гълъб Донев (2 август 2022 – 6 юни 2023).

## Биография
Завършва Химико-технологичен и металургичен университет (ХТМУ) в София с магистратура по екология и опазване на околната среда. През 2008 г. защитава докторска дисертация на тема „Изследване на възможностите за получаване на биогаз чрез анаеробно разграждане на някои нетрадиционни отпадъчни биопродукти“. Известно време работи като хоноруван преподавател в ХТМУ. От 2005 г. работи в Изпълнителна агенция по околна среда като младши експерт в отдел „Мониторинг на отпадъците“. Заема различни експертни длъжности в агенцията. От 14 април 2021 г. е изпълнителен директор на Изпълнителната агенция по околна среда.  Cлужебен министър на околната среда и водите в първото и второто правителство на Гълъб Донев.